# Андромахи (певачица)
Андромаха Димитропулу (грч. Ανδρομάχη Δημητροπούλου, Зиген, 12. октобар 1994) такође позната под мононимом Андромаха или Андромахи, немачко-грчка је певачица. Након интерног избора, она је представљала Кипар на такмичењу за песму Евровизије 2022. у италијанском граду Торину, али није прошла у финале.

## Живот и каријера
Након студија немачке филологије у Атини, Андромаха је почела да пева на музичким сценама у Лехајини, Елиди и Газију у Атини.
Године 2015. учествовала је у другој сезони Гласа Грчке, где је елиминисана у другој емисији уживо.
Године 2017. објавила је свој први сингл под називом „To feggari  (Το φεγγάρι; „Месец“), који је написао Гиоргос Пападопулос. 9. марта је објављено да ће она представљати Кипар на Песми Евровизије 2022.

## Дискографија

### Синглови
- "To feggari" (2017)
- "Den boro" (2018)
- "Den se dialeksa" (2018)
- "Na'soun psema" (2019)
- "S'agapo" (2020)
- "Thalassaki" (2020)
- "Vasano mou" (2021)
- "Ela" (2022)